# Condove
Condove (piemonti nyelven Condòve) egy észak-olasz község (comune) a Piemont régióban.